# クリーム・ザ・ラビット
クリーム・ザ・ラビット (Cream the Rabbit) は、セガグループのゲームソフト『ソニックシリーズ』に登場する架空のキャラクター。初登場は2002年12月19日に発売された『ソニック アドバンス2』で、ウサギを擬人化したキャラクターである。声優はあおきさやか（アニメ『ソニックX』およびそれ以降のゲーム作品共通）。

## プロフィール
- 本名 クリーム・ザ・ラビット(Cream the Rabbit)
- 愛称 クリーム
- 性別：女
- 種別：ウサギ
- 年齢：6歳
- 身長：70cm
- 体重：12kg[注 1]
- 好きなもの：ソフトクリーム
- 趣味：TV（「ネクストショー」が好きで良く見ている）
- 一人称：わたし[注 2]

## 人物
ソニックシリーズの中では最年少キャラクター（チャーミーと同様）。良家のお嬢様で、母親のしつけにより、「デス・マス」口調で喋る。少々舌足らずである。
お嬢様だが、いわゆる箱入り娘のようなところは全くない。好奇心旺盛なためか、危険な場所に足を踏み入れたり、エッグマンに単身（チーズと一緒だが）戦いを挑むなど、6歳のお嬢様とは思えないほどの行動派。
それが却って騒動を起こしてしまうこともあるが、子供ゆえに泣きそうになってしまうので周りは許してしまう。とはいえ基本的にはいい子なので、その事に味を占めて好き放題やるタイプではない（どちらかというと好き放題やっているのは周囲のほうである）。それにソニック達の冒険で足手まといになるようなことはほとんど無く、ソニック達の冒険に参加するだけの器は充分に持っている。
ソニックシリーズのキャラクターにしては珍しく、家庭や家族構成が描写されているキャラクターである（後述）。
チーズというチャオとは親友であり、いつも一緒にいる。ゲーム中でもチーズとのコンビネーションを生かした能力を見せる。プレイヤーキャラクターとして「クリーム」と言う場合、通常は「クリーム&チーズ」のことを指している。
また、エミーと仲がよく、ゲーム中ではエミーとともに行動することが多い。『ソニックアドバンス3』でも他のキャラクターがソニックとタッグを組むと特殊なタッグ名が表示されるのに対し、クリームはソニックではなくエミーと組んだ際にのみ表示される。エミーのサポートをしたり、思い込みの激しいエミーに対してツッコミを入れることもある。ただ、エミーとクリームの出会いや、仲良くなった経緯については全く語られてはいない。『ソニック ヒーローズ』の時点で既に仲良しという設定になっていた。
ソニックとの出会いは、エッグマンにつかまっていたところをソニックに助けられたことによる。
ソニックシリーズの物語に関わるような設定は持っていないため、彼女がストーリーに深く介入することはほとんど無いが、『ソニック ラッシュ』では、ソニックとブレイズの橋渡し的な役割りを担い、『ソニッククロニクル 闇次元からの侵略者』では再びプレイヤーキャラクターとして登場する。『ソニック フリーライダーズ』ではメインシナリオに登場。チームローズのシナリオによると元々は応援しに来ただけだったが、エミーに誘われてエントリーしたらしい。チームローズの中では最年少だが、ソニックのことしか考えていないエミーや賞金のことで頭がいっぱいのベクターとは違い比較的常識人で、チームダークのロボット（メタルソニック）を気を遣ったり、相手を見下さずに実力を認めたり、周囲につっこみを入れるなどエミーやベクターより大人びいた一面を見せた。『ソニック ジェネレーションズ　白の時空』ではブレイズとともにソニックの誕生日会を祝うも事件に巻き込まれてしまうがソニックにより救われる。クラシックソニックを見た彼女はトゲが短いためか髪型を変えたのかと思った。また本作では久々にブレイズと仲良く会話する場面がある。
『マリオ&ソニック』シリーズにも登場。『マリオ&ソニック AT バンクーバーオリンピック』ではプレイヤーの案内役として登場している。アドベンチャーツアーズではあるミッションに関わる。『マリオ&ソニック AT ロンドンオリンピック』のあるイベントによるとソニックのことを兄のように慕っているようで彼のようなお兄さんが欲しかったと語るなどエミーとは違う意味で彼に好意を抱いていることがわかる。ソチを除く今までのオリンピックでは審判として登場していたが『マリオ&ソニック AT リオオリンピック』では選手として参戦し、服装は普段と同じだがスカートだった為、今作ではスパッツを穿いている。
『ソニック ジェネレーションズ』以降は出番が大幅に減少していたが、『ソニックレーシング クロスワールド』では久々にプレイヤーキャラクターとして登場する。

### キャラクター制作
初登場作『ソニックアドバンス2』において、女性プレイヤーや低年齢プレイヤーに向けた女性キャラクターとして作成された。
前作『ソニック アドバンス』では唯一の女性キャラクターとしてエミーが登場していたが、エミーは上級者向けキャラクターであったため、『ソニックアドバンス2』では「空が飛べる」、「遠距離攻撃できる」、「敵を自動ホーミングできる」といった初心者でもクリアできることをコンセプトにした女性キャラクターを作ることになった。開発段階では飛行能力は想定されていなかったが、同時並行で製作されていた『ソニックヒーローズ』の開発チームから「フライタイプのキャラクターが欲しい」という要請を受けて追加された。
キャラクターコンセプトは「妹キャラ」であり、モチーフの候補にリスやネコ、トビネズミ等の小動物が存在していたが、最終的にはウサギに決定した。

## 能力
クリームの能力として認知されているのは、ファン飛行（クリームバレット）とチャオアタックの二つである。
ファン飛行とは、耳を羽のように羽ばたかせて飛ぶ能力である。作品によってはクリームバレットという名前になっている。テイルスも飛行する能力を有するが、飛行能力はクリームのほうが劣っていることが多い。
チャオアタックは、チーズを敵キャラクターに体当たりさせて攻撃する能力である。これはクリーム固有の能力ではなく、チーズとのコンビネーション技である。チーズだけを体当たりさせることが多いが、クリームも一緒に敵に突撃していく、といった派生技もある。
基本的にクリームの主力攻撃手段であり、ソニックシリーズでも数少ない遠距離攻撃である事から使い勝手は非常に良い。

## 家族
クリーム同様、担当声優は初めて声が付いたアニメ『ソニックX』およびそれ以降のゲーム作品共通である。
ヴァニラ・ザ・ラビット
声 - あおきさやか
クリームの母親。クリームが礼儀正しいのは彼女のしつけのため、とされている。初登場はクリームと同様、『ソニック アドバンス2』である。このときはソニック達に助けられる、さらわれ役としての登場だった。初登場時は名前がなく、アニメ『ソニックX』で名前が明かされた。『ソニックX』では第39話以降から登場回数が多かったが、ゲームに登場したのは今のところ携帯版ソニックシリーズのみである。プレイヤーキャラクターではなく、クリームの母親として以上の役割を与えられることも無い。
性格は非常におっとりしており、見た目からもクリームの母親であることを納得させられる女性である。クリームがソニック達と冒険をしていることについて、咎めることは一切ない。どう考えても6歳の子供にしては危険すぎる冒険をしていることは理解していると思われるが、クリームを止めようとはせず、クリームの帰りを家で待っている模様。
娘のクリームからは「おかあさん（『ソニックX』以降からはママ）」、ソニックとテイルスからは「ママさん」、エミーからは「クリームのお母さん」（『ソニックX』より）と呼ばれる。
チーズ
声 - 広橋涼（テイルスと兼任）
クリームの親友のチャオ。蝶ネクタイを付けている。水色で、ニュートラルチャオである。ヤシの実が好物。ペット扱いになっているが、本当のペットではない。
チャオは外敵のいない場所でしか生息できないはずだが、彼は敵と戦う能力を有する。クリームとのタッグ攻撃は超強力であり、二人が力を合わせればエッグマンのロボットでも蹴散らすほど強い。
言葉は喋れず、「チャオ」としか言えないようだが、人名程度なら言える模様。クリームは彼の言っている事がわかる。
彼にはチョコラという弟がおり、こちらは体色が茶色で青い蝶ネクタイをしている。チョコラもクリームと一緒に生活しているのかは明らかではない。
ジーメル
エッグマンが『ソニックバトル』のエメルを基にして作ったロボット。『ソニックアドバンス3』に登場。
当初はエッグマンの命令に従い、ソニック達と戦っていたが、カオスエメラルドの力を取り込んで暴走、アルティメットジーメルへとパワーアップした。スーパーソニックとエッグマンのタッグにより倒され、大気圏内に落下していった。その後、地上で倒れていたところをクリームとヴァニラに発見され、テイルスラボでテイルスに修理される。その後は、良きロボットとしてクリームと一緒に平和に暮らしているようである。

## 登場作品
- ソニックシリーズ
  - ソニックアドバンス2
  - ソニックアドベンチャーDX(カメオ出演)
  - ソニックバトル
  - ソニックヒーローズ
  - ソニックアドバンス3
  - シャドウ・ザ・ヘッジホッグ
  - ソニックライダーズ（隠しキャラクター）
  - ソニック ラッシュ
  - ソニックと秘密のリング（パーティーモードのみ）
  - ソニックライダーズ シューティングスターストーリー（隠しキャラクター）
  - ソニッククロニクル　闇次元からの侵略者
  - ソニック カラーズ(DS版)
  - ソニック フリーライダーズ
  - ソニック ジェネレーションズ 白の時空
  - ソニックレーシング クロスワールド[1]
- マリオ&ソニックシリーズ
  - マリオ&ソニック AT 北京オリンピック※審判として登場
  - マリオ&ソニック AT バンクーバーオリンピック※審判として登場
  - マリオ&ソニック AT ロンドンオリンピック※審判として登場
  - マリオ&ソニック AT リオオリンピック(3DS版)
  - マリオ&ソニック AT 東京2020オリンピック※カメオ出演